# Alceu de Messene
Alceu de Messene (en llatí Alcaeus, en grec Ἀλκαῖος) va ser un poeta grec fill de Demetri, i contemporani de Filip III de Macedònia, del que sembla que en va ser enemic, però també del general romà Flaminí. Se suposa que més tard va ser executat pel rei macedoni. Els seus epigrames, dels que n'hi ha diversos inclosos a l'Antologia grega, es poden datar entre el 219 aC i el 196 aC. Se l'ha confós sovint amb Alceu de Mitilene.